# Telepizza

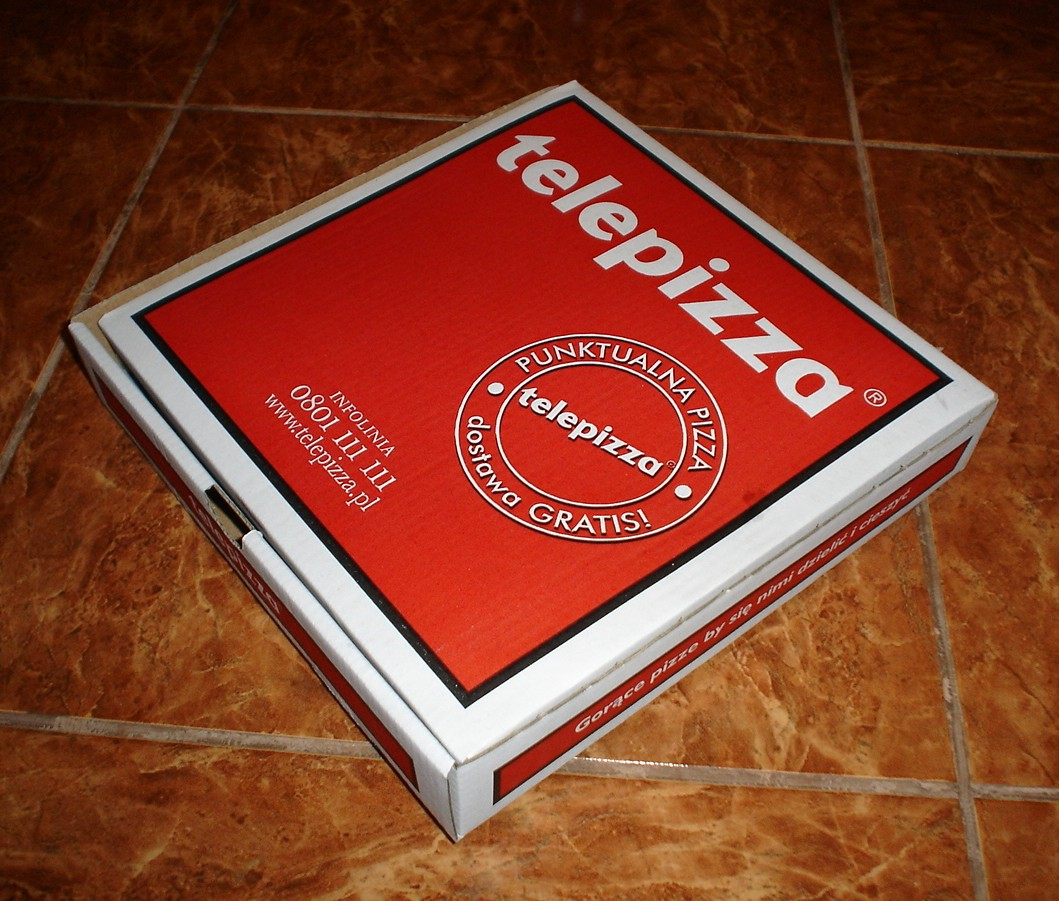
Firmowe pudełko Telepizzy

Telepizza – sieć restauracji typu casual dining z pizzą, założona w 1987 roku w Hiszpanii przez Leopolda Fernandeza Pujals. Obecnie firma działa, oprócz Hiszpanii, także w Portugalii, Polsce, Chile, Kolumbii, Chinach, Gwatemali, Salwadorze i Peru. Firma od początku oferuje bezpłatny dowóz pizzy do klienta (w ograniczonej strefie wokół pizzerii).
Pierwszą pizzerię firmy w Polsce otwarto 1992 roku, od 2001 roku lokale Telepizzy działają także w systemie franczyzowym. W 2018 r. firma miała 36 pizzerii i była operatorem sieci 71 lokali franczyzowych.
Sztandarowym produktem sieci nadal jest pizza sprzedawana w wielu wariantach, choć w menu lokali Telepizzy znajdują się także inne dania.

## Liczba lokali Telepizza w Polsce w kolejnych latach
- 1996 - 6
- 1997 - 8
- 1998 - 12
- 1999 - 40
- 2000 - 60
- 2001 - 70
- 2002 - 75
- 2003 - 84
- 2004 - 93
- 2005 - 95
- 2009 - 105
- 2010 - 118
- 2011 - 123
- 2023 - 66